# Mauser 1924 yougoslave
 (février 2018).
Le contenu est difficilement compréhensible vu les erreurs de traduction, qui sont peut-être dues à l'utilisation d'un logiciel de traduction automatique.
 (février 2018).

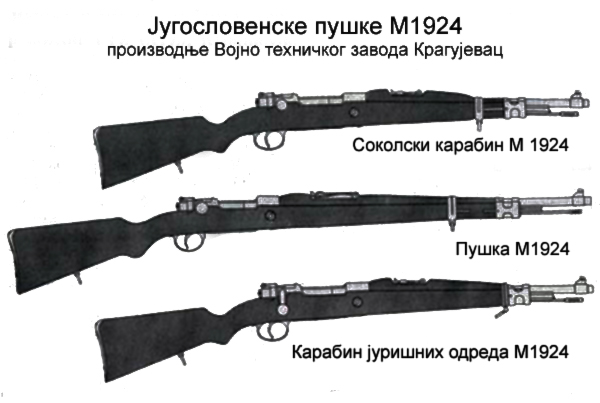
La famille des fusils M24 yougoslaves. De haut en bas : carabine M1924 Sokol, Fusil M1924,Mousqueton M1924ČK

Durant la période de l'entre-deux-guerres, l'Atelier technique militaire de Kragujevac (Serbie)  produisit un fusil de guerre court en mélangeant des éléments empruntés aux fusils FN 1924 belges et Vz. 24 tchécoslovaques   sous la forme des Mauser 1924 yougoslaves. 
Ce fusil M1924 fut l'arme standard des fantassins de l'Armée royale yougoslave lors de l'invasion allemande du pays en 1941.

## Du M24/47 au M48: les Mauser yougoslaves  dans laJNA
Entre 1947 et 1965, l'Arsenal de Kragujevac a produit ou reconditionné des variantes du Mauser 1898 :
- M24/47 = les M24 belges et yougoslaves reconditionnés en 1947
- M98n = les fusils allemands (n : njemačka puška = fusil allemand) mis au standard du M48 yougoslaves (M98/48)
- M24/52 = les Vz 24 et G.24 (t) tchécoslovaques et leurs variantes roumaines reconditionnés en 1952
- M48 = fabrication neuve du modèle national yougoslave, avec ses variantes M48A, B et BO

## Données techniques du Fusil VTZ M1924
- Munition :  7,9 mm Mauser
- Longueur du fusil sans baïonnette : 110 cm
- Longueur du fusil avec baïonnette : 135 à 158 cm
- Masse du fusil chargé avec baïonnette courte : 4,1 kg
- Magasin : 5 cartouches

## Données techniques de la carabine M1924 Sokol
- Munition :  7,9 mm Mauser
- Longueur  sans baïonnette : 94,5 cm
- Longueur  avec baïonnette : 118,5 cm
- Masse à vide : 3,8 kg
- Magasin : 5 cartouches

## Données techniques du mousqueton M1924 CK
- Munition :  7,9 mm Mauser
- Longueur  sans baïonnette : 95,5 cm
- Longueur  avec baïonnette : 119,5 cm
- Masse à vide : 3,6 kg
- Magasin : 5 cartouches

## Sources
- Luc Guillou, Mauser : fusils et carabines militaires, 2 tomes, Éditions du Portail, 1997 et 2004
- Jean Huon, Le Mauser 98 et ses dérivés, Crépin Leblond, 2003
- Edward Clinton Ezell, Encyclopédie Mondiale des Armes légères, Paris, Pygmalion, 1980 et 1989 (1re et 2e éd. françaises).
- Ian V. Hogg et John Weeks, Les Armes légères du XXe Siècle, Paris, Éditions de Vecchi, 1981.
- Cibles, HS no 17, 2011.
- AMI/ArMI/Fire
- Gazette des Armes
- Action Guns
- Fiche sur le Mauser Mle 1924 yougoslave sur le site armeetpassion.com